# クリストフ・ヨトゥコ
クリストフ・ヨトゥコ（Krzysztof Jotko、1989年8月19日 - ）は、ポーランドの男性総合格闘家。ヴァルミア＝マズールィ県エルブロンク出身。アメリカン・トップチーム所属。

## 来歴
2010年6月8日、プロデビュー戦で判定勝利を収めた。
ローカル団体で勝ち星を積み13戦全勝でUFCと契約した。

### UFC
2013年12月7日、UFC初参戦となったUFC Fight Night: Hunt vs. Bigfootでブルーノ・サントスと対戦し、判定勝ちを収めた。
2016年6月18日、UFC Fight Night: MacDonald vs. Thompsonでタムダン・マクローリーと対戦し、左フックでKO勝ち。パフォーマンス・オブ・ザ・ナイトを受賞した。
2016年11月19日、UFC Fight Night: Bader vs. Nogueira 2でミドル級ランキング11位のターレス・レイチと対戦し、判定勝ち。
2017年9月16日、UFC Fight Night: Rockhold vs. Branchでミドル級ランキング14位のユライア・ホールと対戦し、右ストレートでダウンを奪われ、パウンドでTKO負け。
2018年4月14日、UFC on FOX 29でミドル級ランキング15位のブラッド・タヴァレスと対戦し、TKO負け。
2021年5月1日、UFC on ESPN: Reyes vs. Procházkaでミドル級ランキング15位のショーン・ストリックランドと対戦し、判定負け。
2022年10月29日、UFCからリリースされた。

## 戦績
| 総合格闘技 戦績 | 総合格闘技 戦績 | 総合格闘技 戦績 | 総合格闘技 戦績 | 総合格闘技 戦績 | 総合格闘技 戦績 | 総合格闘技 戦績 |
| --------------- | --------------- | --------------- | --------------- | --------------- | --------------- | --------------- |
| 30 試合         | (T)KO           | 一本            | 判定            | その他          | 引き分け        | 無効試合        |
| 24 勝           | 6               | 1               | 17              | 0               | 0               | 0               |
| 6 敗            | 2               | 2               | 2               | 0               | 0               | 0               |

## 表彰
- UFC パフォーマンス・オブ・ザ・ナイト（1回）[1]